# No Way Out (pel·lícula)
No Way Out és una pel·lícula estatunidenca dirigida per Joseph L. Mankiewicz, estrenada el 1950. Es presenta com un conte violent contra l'odi racial. Davant Richard Widmark actua Sidney Poitier, en el seu primer paper en el cinema.

## Argument
En una ciutat americana no identificada, Luther Brooks, que acaba d'aconseguir el seu diploma de doctor, intenta cuidar dos germans malfactors a l'hospital de la presó del comtat. Brooks és el primer metge afroamericà destinat en aquest establiment. Un dels dos germans mor, l'altre acusa immediatament Brooks d'haver-lo matat, injuriant-lo amb paraules racistes.

## Repartiment
- Richard Widmark: Ray Biddle
- Linda Darnell: Edie Johnson
- Sidney Poitier: El Doctor Luther Brooks
- Stephen McNally: El Doctor Daniel Wharton
- Mildred Joanne Smith: Cora Brooks
- Harry Bellaver: George Biddle (sord-mut)
- Stanley Ridges: El Doctor Sam Moreland
- Dots Johnson: Lefty Jones
- Amanda Randolph: Gladys
- Will Wright: Dr. Cheney

I, entre els actors que no surten als crèdits :
- Victor Kilian: el pare
- Frank Overton: un intern
- Jack Kruschen (no surt als crèdits)

## Premis i nominacions
Nominacions
- 1951: Oscar al millor guió original per Joseph L. Mankiewicz i Lesser Samuels